# 공쿠르 형제

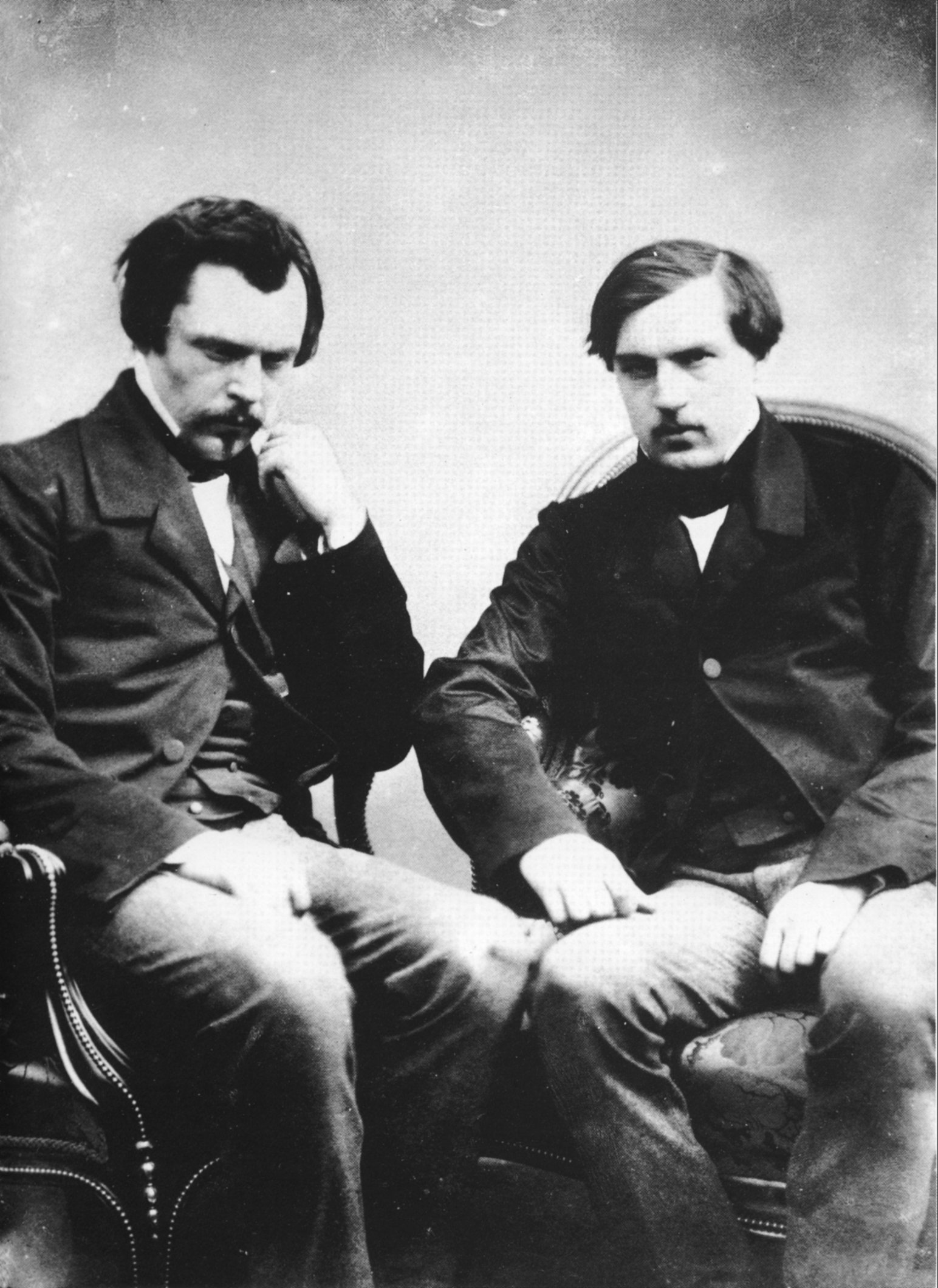

공쿠르 형제는 프랑스의 소설가 형제이다. 형은 에드몽 드 공쿠르고, 동생이 쥘 드 공쿠르다. 19세기 후반의 사실주의·자연주의 문학을 지도한 대표적 작가들이다.
18세기의 풍속사(風俗史)를 연구하여 1854년에 공동으로 <대혁명 시대의 프랑스 사회사>를 출판하고, 여성이나 예술에 관한 많은 저서를 냈다. 이어서 상세한 관찰과 자료의 조사에 의거하는 역사 연구의 방법을 창작에 적용하여 1865년 대표적 걸작인 <제르미니 라세르퇴> 등을 썼다.
1870년에 동생이 먼저 죽고 형은 만년에 <우타마로>(1891), <호쿠사이(北霽)>(1896) 등을 써서 일본 예술을 소개하기에 힘썼다. 또, 동생의 서간집 <쥘 공쿠르의 편지>(1885)를 출판함과 동시에, 형제의 일기인 '공쿠르 형제의 일기'(1887-1896)를 <문학 생활의 수기>라는 이름으로 발간했다. 에드몽의 유언을 따라 유산으로 '공쿠르 아카데미'가 설립되어 '공쿠르상'을 수상하고 있으며, 오늘날까지 수많은 신인을 배출하고 있다.